# Kondó
Kondó is een plaats (község) en gemeente in het Hongaarse comitaat Borsod-Abaúj-Zemplén. Kondó telt 648 inwoners (2001).